# Szakmák éjszakája
A „Szakmák Éjszakája” rendezvény elsődleges célja, hogy a szakképzést és szakmát újrapozicionálja a közvéleményben, új típusú kommunikációval érje el azokat, akik számára ez a terület eddig idegen volt. A Szakmák Éjszakája minden évben egyszer kerül megrendezésre (általában áprilisban), országos szinten egységes időpontban (2016.04.15, 2017.04.21, 2018.04.13, 2019.04.12).
A Szakmák Éjszakája 2020 rendezvény időpontja: 2020. április 3. (péntek).

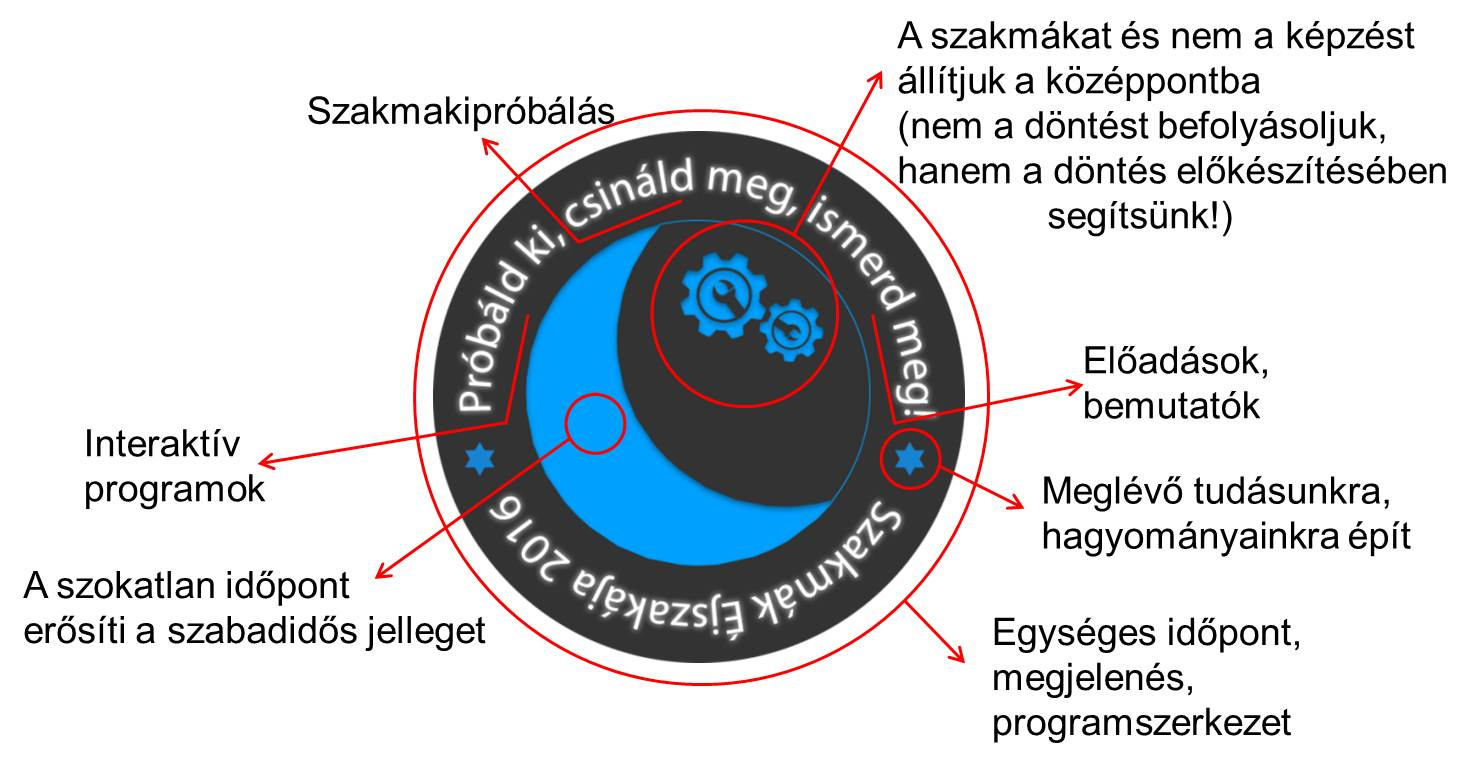
A Szakmák Éjszakája 2016 logoja

## A Szakmák Éjszakája fő célkitűzései
A „Szakmák Éjszakája” az eddigi legnagyobb méretű és látogatottságú pályaorientációs rendezvény volt hazánkban. Eltérően a hagyományos pályaválasztási vásároktól, nem szervezett, hanem szabadidős, családi tevékenységként szervezték meg a magyarországi szakképzési centrumok és az önállóan csatlakozó szervezetek. A Szakmák Éjszakája jelmondata: „Próbáld ki, csináld meg, ismerd meg!” is jelzi, hogy a szakmakipróbálás és interaktív programok az elsődlegesek, melyeket nem központilag, hanem alulról építkezve kell létrehozni és minden programnak ingyenesnek kell lennie. A Szakmák Éjszakáján a tevékenységeket 4 csoportba osztják:
- próbáld ki: interaktív programok
- csináld meg: szakmakipróbálás
- ismerd meg: bemutatók, előadások
- üzemlátogatások

A hagyományos pályaválasztást támogató rendezvényektől eltérően a Szakmák Éjszakájának célja nem az intézményi beiratkozások támogatása, hanem a szakmák kipróbálása, amely elengedhetetlen a helyes pályaválasztáshoz. Szintén újdonságot jelent, hogy nem csak a közvetlenül pályaválasztás előtt álló 8-adikos fiatalokat célozza meg, hanem az óvodásokat (2020-tól) általános iskolásokat (elsősorban: 5-7. osztályosok), a középiskolás korosztályt és a felnőtteket.
A Szakmák Éjszakájának fontos eleme az egységes arculat és internetes megjelenés, az egységes időpont és időkeret (este 6-10 között) valamennyi résztvevő intézményben. A résztvevő intézményeknek a szakmakejszakaja@gmail.com e-mail címen kell bejelenteni csatlakozási szándékukat, s a programok minőségbiztosítását követően kapják meg a jogosultságot a "Szakmák Éjszakája" megnevezés és logó használatára az adott évre.

## Eddigi eredmények
2016
Az első rendezvényre végrehajtására 2016. április 15-én, országosan egységes időtartamban, 18-22 óra között került sor. A rendezvény legfontosabb adatai:
- résztvevő települések száma: 121
- résztvevő tagintézmények száma: 341 (ebből 299 a saját helyszínén, 42 más tagintézményben, vagy központi helyszínen mutatkozott be)
- programféleségek száma: 4 862
- 41 551 látogató vett részt a Szakmák Éjszakáján
- közreműködő pedagógusok száma: 8 096

2017
2017-ben a nem Nemzetgazdasági Minisztériumhoz tartozó iskolák (Földművelésügyi Minisztérium, alapítványi iskolák) és vállalkozások is önállóan csatlakozhattak a rendezvényhez. Ebben az évben 3 határon túli magyar iskola is tartott programokat saját helyszínen.
A rendezvény legfontosabb adatai:
- résztvevő települések száma: 151 (ebből 3 határon túli)
- résztvevő intézmények száma: 423 (ebből 11 határon túli). 391 intézmény tartotta meg saját helyszínen a programjait
- programféleségek száma: 4 647
- látogatók száma: országosan 46 435, nemzeti szinten: 46 690
- közreműködő pedagógusok száma: 8 706
- közreműködő saját diákok száma: 13 571

2018
A Szakmák Éjszakája 2018 rendezvényre 2018. április 13-án (pénteken) kerül sor. 2018-ban lehetőség nyílt arra is, hogy a rendezvényre kísérő programokat is lehetett regisztrálni, melyeket nem a 18-22 órás időtartamban tartanak meg, hanem napközben. 
A rendezvény legfontosabb adatai:
- résztvevő települések száma: 167 (ebből 1 határon túli)
- résztvevő intézmények száma: 456 (ebből 13 határon túli)
- programféleségek száma: 4 581
- látogatók száma: 56 780
- közreműködő pedagógusok száma: 9 340
- közreműködő saját diákok száma: 16 302

2019
A rendezvény időpontja: 2019. április 12. (péntek). A rendezvény fontosabb adatai:
- résztvevő települések száma: 161 (ebből 1 határon túli)
- résztvevő intézmények száma: 476 (ebből 9 határon túli)
- programféleségek száma: 4 448
- látogatók száma: 64 071
- közreműködő pedagógusok száma: 9 528
- közreműködő saját diákok száma: 15 828

2020
A rendezvény időpontja: 2020. április 03. (péntek). A korábbi évekhez képest jelentős változás, hogy az általános iskolás korosztály helyébe a gyerek életkori kategória lépett, mivel a programok egyre jelentősebb részét az óvodás korosztálynak is kínáljuk. További változás, hogy a pályaorientációs foglalkozások külön kategóriát képviselnek. 

## Érdekességek

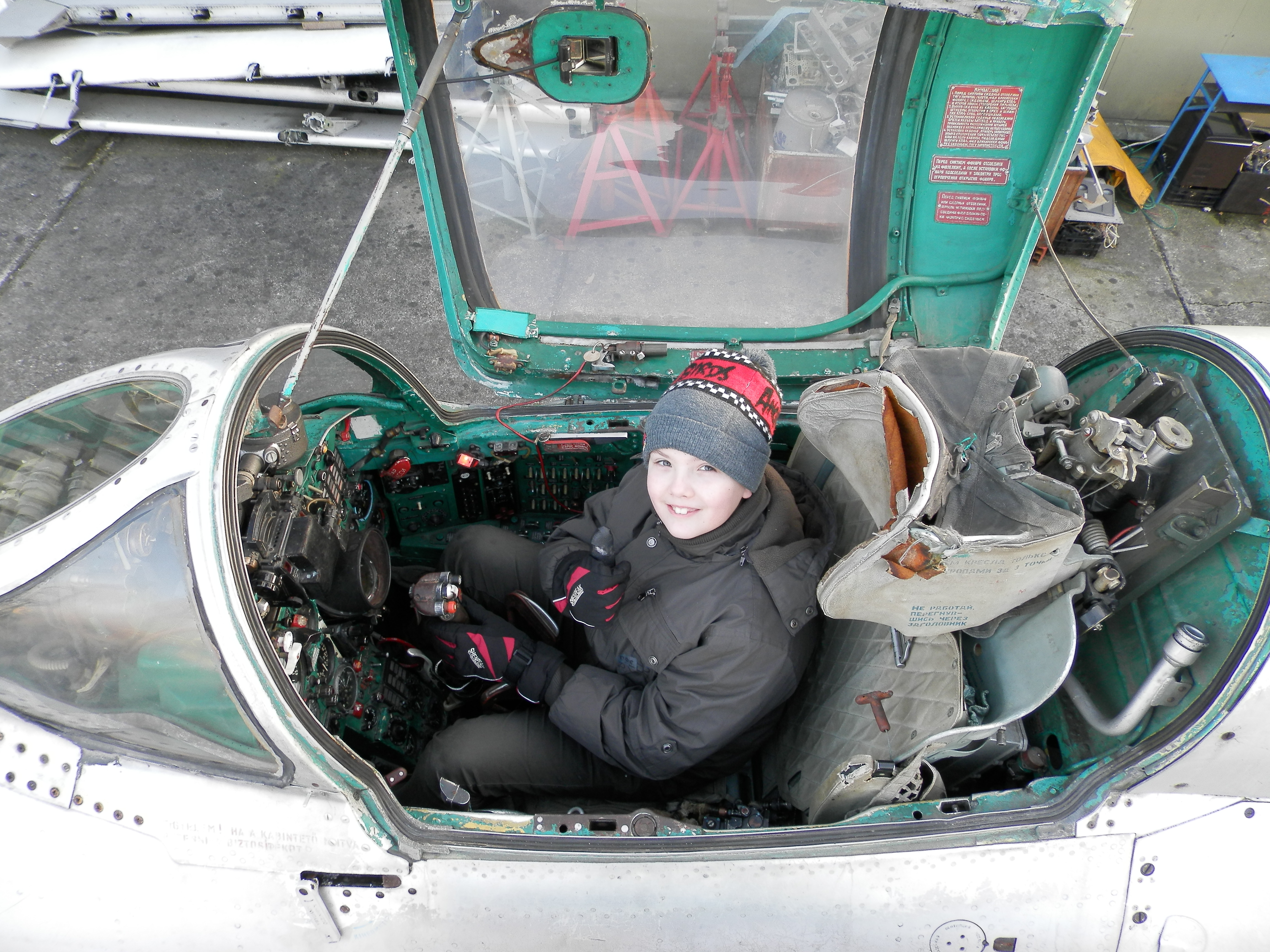
Az ötletadó kisfiú

- A Szakmák Éjszakájának ötlete egy akkor nyolcéves kisfiútól, Rozványi Salamontól származik, aki egy Kutatók Éjszakája után felvetette, hogy milyen jó lenne egy olyan éjszaka, amikor kipróbálhatja, hogy mi minden lehet. A Szakmák Éjszakája logójában erre utal a magyar heraldikai hagyományoknak is megfelelő hatágú csillag, a Salamon-pecsétje.
- A Szakmák Éjszakájának megvalósítását először Angyalné Kovács Anikó a Szegedi Szakképzési Centrum képviseletében vállalta, azonban a nagy érdeklődésre való tekintettel már első alkalommal országos szinten rendezték meg.
- A Szakmák Éjszakája honlapján az egyes tevékenységtípusokat eltérő színnel jelölik a könnyebb áttekinthetőség érdekében: kék, sárga, zöld – ezek a Szegedi Szakképzési Centrum logóinak a színei, amiket még akkor választottak ki, amikor csak egy városban tervezték megrendezni.
- Az "Éjszaka"-típusú rendezvények közül a Szakmák Éjszakáját szervezik meg a legtöbb településen és kínálja a legtöbb programféleséget.

## Sikerek
- Rozványi Dávid a Szakmák Éjszakája koncepcióért és a szervezési tevékenységéért 2016-ban Euroguidence Hungary díjban részesült.
- A Szakmák Éjszakája (Night of Professions) 2017-ben bekerült az EuroGuidance jó gyakorlatainak gyűjteményébe.
- A "Szakképzés 4.0" c. dokumentum  (2019) 2 helyen is említi a Szakmák Éjszakája kezdeményezést:
  - "Napjainkban a nagyvállalatok már a pályaorientációba is bekapcsolódnak, a szakképző iskolákkal együttműködve próbálják megszólítani az általános iskolás fiatalokat. Bekacsolódnak az élményalapú szakmabemutatásba, részt vesznek a Szakmák Éjszakája, a Kutatók Éjszakája és a Modern Gyárak programokban is." (59. oldal)
  - "Pályaorientációs rendezvények tekintetében a tavasszal megrendezésre kerülő Szakmák Éjszakája pályaorientációs rendezvénysorozathoz több határon túli intézmény is csatlakozott, többek között a kassai, a nagybányai, a csíkszeredai, az óbecsei, a dunaszerdahelyi szakközépiskola." (100. oldal)

## Híres emberek a Szakmák Éjszakáján
A Szakmák Éjszakája rendezvényét számos híres ember megtisztelte, ezek közül mutatunk be néhányat.

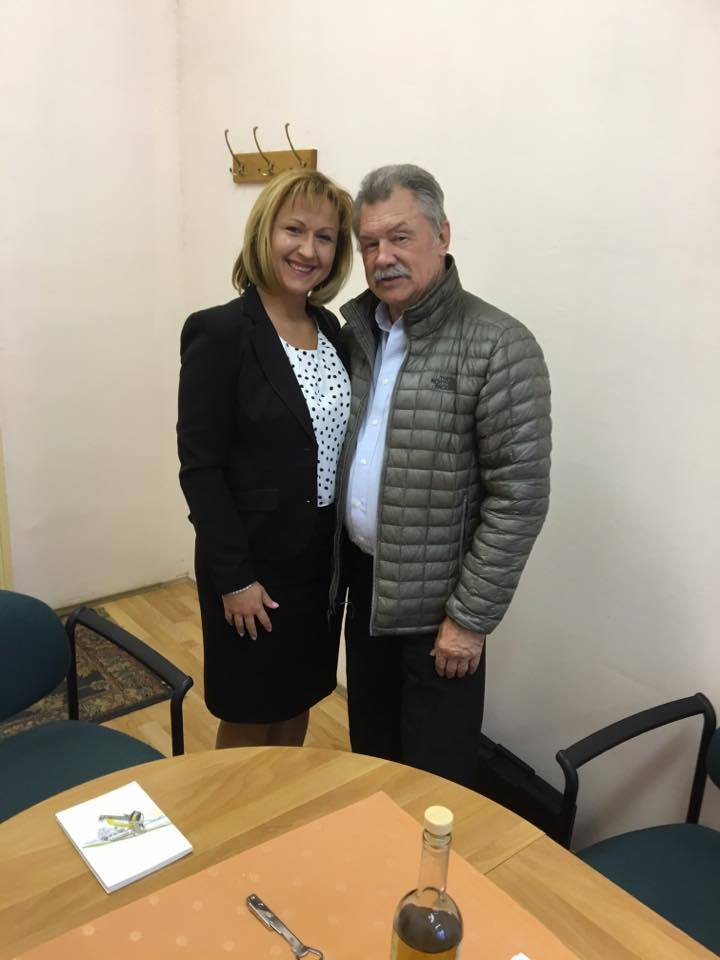
Farkas Bertalan, az első magyar űrhajós 2017-ben a Szakmák Éjszakája egri programjain vett részt

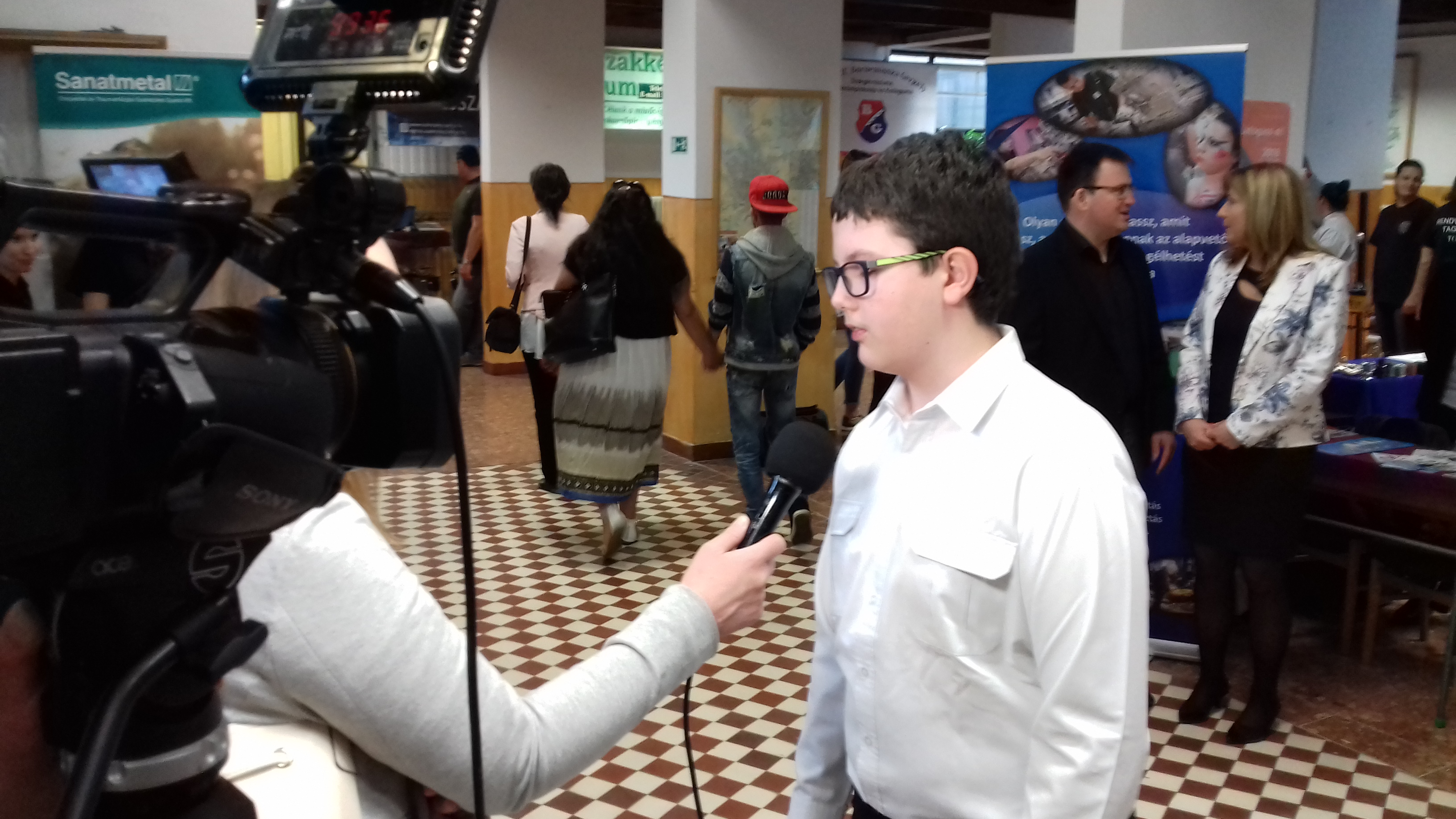
Rozványi Salamon, az ötletadó kisfiú interjút ad az Egri SZC rendezvényén

## További információk

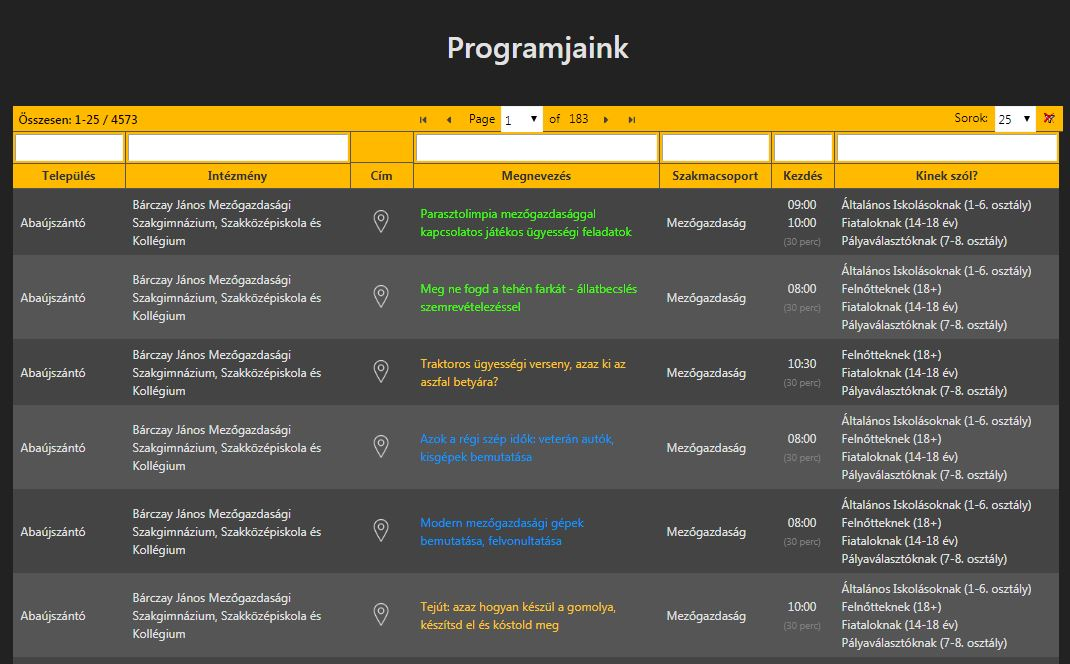
A szakmakejszakaja.hu megújult felülete (2018) - szűrővel lehet rákeresni a településekre, az intézményekre, a program megnevezésére, a szakmacsoportra, a kezdési időpontra és a célcsoportra